# Junior Soprano
Corrado John Soprano, Jr. (n. cca. 1929), interpretat de Dominic Chianese, este un personaj fictiv în seria televizată distribuită de HBO, Clanul Soprano. Menționat în serial ca Unchiul Junior sau Unchiul June, el este mentorul și tatăl surogat al șefului mafiot Tony Soprano.
Un Corrado mai tânăr apare câteodată în flashbackuri, fiind interpretat de Rocco Sisto. Junior este prezentat ca arogant, egoist și impulsiv fiind adesea invidios pe cei superiori lui (în special cei din familia sa). Este invidios pe fratele său mai tânăr, „Johnny Boy” Soprano, atunci când acesta devine membru oficial al Mafiei înaintea lui, cât și pe nepotul său, Tony Soprano, datorită ascensiunii rapide a acestuia. Deși Junior nu ucide niciodată direct, în primul sezon el ordonă asasinarea a șase oameni printre care cel mai bun prieten și partenerul lui Christopher Moltisanti, Brendan Filone. De asemenea, Junior ordonă chiar și uciderea lui Tony (fără succes), crezând că nepotul său conspiră împotriva lui. A dat ordinul ca și Christopher Moltianti să fie ucis după ce el și Brendan Filone au furat un camion (camionul a fost returnat iar Chris a scăpat). Mickey Palmice, șoferul și mai târziu „consilierul” lui Junior, comitea toate „loviturile” ordonate de acesta. În primul episod al sezonului al șaselea, „Members Only”, Junior — în pragul demenței — îl împușcă pe Tony în abdomen crezând că acesta este fostul său rival Pussy Malanga (decedat de șase ani). După incident, Junior își aduce aminte vag de ce s-a întâmplat pretinzând totuși că cel pe care l-a împușcat este Malanga.